# Point Blue Conservation Science
Point Blue Conservation Science is een non-profitorganisatie uit de Amerikaanse staat Californië die zich richt op natuuronderzoek en bescherming van de fauna. De organisatie werd in 1965 opgericht als de Point Reyes Bird Observatory (PRBO) en heette tot juni 2013 PRBO Conservation Science.
Point Blue heeft haar hoofdzetel in Petaluma, Sonoma County. De organisatie stelt 65 biologen en ongeveer 85 seizoensafhankelijke biologen te werken, alsook 14 educatieve medewerkers. Point Blue heeft al meer dan 1.000 wetenschappelijke artikels gepubliceerd. Het onderzoek van Point Blue oefent invloed uit beleidsmakers, natuurverenigingen en natuurbeheersorganisaties in het westen van de Verenigde Staten en daarbuiten.
Vier maar per jaar geeft Point Blue Conservation Science haar journal Observer uit.